# Kate van Buskirk
Kate van Buskirk (* 9. Juni 1987 in Brampton, Ontario) ist eine kanadische Leichtathletin, die im Mittel- und Langstreckenlauf an den Start geht.

## Sportliche Laufbahn
Erste Erfahrungen bei internationalen Meisterschaften sammelte Kate van Buskir bei den Crosslauf-Weltmeisterschaften 2005 in Saint-Étienne, bei denen sie nach 23:19 min Rang 57 im U20-Rennen belegte. Ende Juli belegte sie dann in 2:08,73 min den fünften Platz im 800-Meter-Lauf bei den Panamerikanischen Meisterschaften in Windsor. Im Jahr darauf wurde sie bei den Crosslauf-Weltmeisterschaften in Fukuoka nach 21:42 min 44. im U20-Rennen und im Herbst begann sie ein Studium an der Duke University im US-amerikanischen Durham. 2011 nahm sie im 1500-Meter-Lauf an der Sommer-Universiade in Shenzhen teil und belegte dort in 4:12,28 min den sechsten Platz. 2013 qualifizierte sie sich über diese Distanz für die Weltmeisterschaften in Moskau und erreichte dort das Halbfinale, in dem sie mit 4:07,36 min ausschied. Anschließend wurde sie bei den Spielen der Frankophonie in Nizza in 4:20,00 min Vierte. Im Jahr darauf startete sie bei den Commonwealth Games in Glasgow und gewann dort in 4:09,41 min die Bronzemedaille über 1500 m hinter der Kenianerin Faith Kipyegon und Laura Weightman aus England.
2018 startete sie über 1500 m bei den Hallenweltmeisterschaften in Birmingham und schied dort mit 4:09,42 min im Vorlauf aus. Im August gewann sie dann in 15:50,35 min die Bronzemedaille im 5000-Meter-Lauf bei den NACAC-Meisterschaften hinter den US-Amerikanerinnen Rachel Schneider und Lauren Paquette. 2021 qualifizierte sie sich über 5000 m für die Olympischen Sommerspiele in Tokio und schied dort mit 15:14,96 min im Vorlauf aus. 
In den Jahren 2013 und 2014 wurde van Buskirk kanadische Meisterin im 1500-Meter-Lauf.

## Persönliche Bestzeiten
- 800 Meter: 2:02,62 min, 31. Mai 2014 in Guelph
- 1000 Meter: 2:38,76 min, 6. September 2013 in Brüssel
  - 1000 Meter (Halle): 2:41,00 min, 22. Januar 2011,	Blacksburg
- 1500 Meter: 4:05,38 min, 19. Juli 2014 in Heusden-Zolder
  - 1500 Meter (Halle): 4:09,42 min, 2. März 2018 in Birmingham
- Meile: 4:28,08 min, 10. Juli 2014 in Burnaby
  - Meile (Halle): 4:26,92 min, 27. Januar 2018 in New York City
- 2000 Meter: 5:40,70 min, 31. August 2013 in Amsterdam
  - 3000 Meter (Halle): 8:49,02 min, 3. Februar 2018 New York City
- 5000 Meter: 14:59,80 min, 15. Mai 2021 in Irvine